# Pallacanestro Don Bosco Livorno
La Pallacanestro Don Bosco Livorno è una squadra italiana di pallacanestro. Milita nella  Serie C Gold Toscana, quarto livello del campionato di pallacanestro italiano. Rappresenta assieme alla Pallacanestro Livorno e la Libertas la terza squadra ufficiale di pallacanestro della città di Livorno.
Il campo di gioco è il PalaMacchia in via S. Allende.

## Storia
La società viene fondata nel 2005 a seguito della scissione dal Basket Livorno, prendendo il nome della società satellite del Don Bosco Basket Livorno nata nel 1996 per organizzare e gestire i ragazzi del settore giovanili.
Il 22 aprile 2011 la Pallacanestro Don Bosco Livorno, ufficializza la presentazione della richiesta per la wild card per partecipare al campionato di sviluppo 2011-2012.. Andata a vuoto questo tentativo la Pallacanestro Don Bosco Livorno è stata ammessa al campionato 2011-2012 di Divisione Nazionale B. Nelle stagioni 2011-2012 e 2012-2013 ha raggiunto ottimi risultati pur avendo un roster composti perlopiù da giovani livornesi: nella stagione 2014-2015 dopo essersi piazzata seconda nel girone arriva sino alle semifinali play-off promozione.
Nella stagione 2015-2016 arriva la retrocessione in Serie C regionale dopo essersi classificata quattordicesima in classifica.
Nella stagione 2017-2018, arrivando tredicesima nel girone, sfiora la retrocessione in  Serie C Silver ma vince lo scontro play-out. 